# Continental Basketball Association 1978-1979
La stagione CBA 1978-79 fu la 33ª della Continental Basketball Association, la prima con la nuova denominazione. Parteciparono 8 squadre divise in due gironi. I Mohawk Valley Thunderbirds fallirono durante la stagione e vennero classificati all'ultimo posto della Southern Division.
Rispetto alla stagione precedente (con la denominazione EBA) si aggiunsero due nuove franchigie, i Maine Lumberjacks e i Rochester Zeniths (provenienti dalla AABA). I Washington Metros si trasferirono a Baltimora, diventando i Baltimore Metros. Durante la stagione si trasferirono a Utica cambiando nome in Mohawk Valley Thunderbirds.

## Squadre partecipanti
- Allentown Jets
- Anchorage N.K.
- Jersey Shore Bullets
- Lancaster R. Roses
- Maine Lumberjacks
- M.V. Thunderbirds
- Rochester Zeniths
- Wilkes-B. Barons

## Classifiche

### Northern Division
| Squadra                    | V  | P  | %    | GB   |
| -------------------------- | -- | -- | ---- | ---- |
| Rochester Zeniths C        | 36 | 12 | 75,0 | -    |
| Anchorage Northern Knights | 27 | 22 | 55,1 | 9,5  |
| Jersey Shore Bullets       | 22 | 26 | 45,8 | 14   |
| Maine Lumberjacks          | 17 | 30 | 36,2 | 18,5 |

### Southern Division
| Squadra                                     | V  | P  | %    | GB  |
| ------------------------------------------- | -- | -- | ---- | --- |
| Wilkes-Barre Barons                         | 22 | 22 | 50,0 | -   |
| Allentown Jets                              | 20 | 21 | 48,8 | 0,5 |
| Lancaster Red Roses                         | 14 | 26 | 35,0 | 6   |
| Baltimore Metros/Mohawk Valley Thunderbirds | 16 | 15 | 51,6 | -   |

## Play-off

### Primo turno
| 2 aprile | Jersey Shore Bullets | 145 – 120 | Allentown Jets |  |

| 6 aprile | Allentown Jets | 124 – 115 | Jersey Shore Bullets |  |

| 7 aprile | Allentown Jets | 144 – 140 | Jersey Shore Bullets |  |

### Semifinali
| 9 aprile | Anchorage Northern Knights | 159 – 143 | Wilkes-Barre Barons |  |

| 10 aprile | Anchorage Northern Knights | 166 – 146 | Wilkes-Barre Barons |  |

| 14 aprile | Anchorage Northern Knights | 151 – 157 | Wilkes-Barre Barons |  |

| 15 aprile | Anchorage Northern Knights | 173 – 137 | Wilkes-Barre Barons |  |

| 8 aprile | Rochester Zeniths | 140 – 131 | Allentown Jets |  |

| 9 aprile | Rochester Zeniths | 119 – 130 (d.1t.s.) | Allentown Jets |  |

| 11 aprile | Allentown Jets | 120 – 121 | Rochester Zeniths |  |

| 12 aprile | Allentown Jets | 132 – 142 | Rochester Zeniths |  |

### Finale CBA
| 18 aprile | Rochester Zeniths | 159 – 138 | Anchorage Northern Knights |  |

| 19 aprile | Rochester Zeniths | 148 – 136 | Anchorage Northern Knights |  |

| 20 aprile | Rochester Zeniths | 140 – 128 | Anchorage Northern Knights |  |

| 23 aprile | Anchorage Northern Knights | 129 – 134 | Rochester Zeniths |  |

### Tabellone
|  | Primo turno | Primo turno  | Primo turno  |           |   | Semifinali | Semifinali | Semifinali |  |  | Finale | Finale | Finale |  |
|  |             |              |              |           |   |            |            |            |  |  |        |        |        |  |
|  | 4           | Allentown    | 2            |           |   |            |            |            |  |  |        |        |        |  |
|  | 4           | Allentown    | 2            |           |   |            |            |            |  |  |        |        |        |  |
|  | 5           | Jersey Shore | 1            |           |   |            |            |            |  |  |        |        |        |  |
|  | 5           | Jersey Shore | 1            |           | 1 | Rochester  | 3          |            |  |  |        |        |        |  |
|  |             |              |              |           | 1 | Rochester  | 3          |            |  |  |        |        |        |  |
|  |             |              | 4            | Allentown | 1 |            |            |            |  |  |        |        |        |  |
|  |             |              |              | Allentown | 1 |            |            |            |  |  |        |        |        |  |
|  |             |              |              |           |   |            |            |            |  |  |        |        |        |  |
|  |             |              |              |           |   |            |            |            |  |  |        |        |        |  |
|  |             | Rochester    | Rochester    | 4         |   |            |            |            |  |  |        |        |        |  |
|  |             |              |              |           |   |            |            |            |  |  |        |        |        |  |
|  |             |              | Anchorage    | Anchorage | 0 |            |            |            |  |  |        |        |        |  |
|  |             |              |              | Anchorage | 0 |            |            |            |  |  |        |        |        |  |
|  |             |              |              |           |   |            |            |            |  |  |        |        |        |  |
|  |             |              |              |           |   |            |            |            |  |  |        |        |        |  |
|  |             | 3            | Wilkes-Barre | 1         |   |            |            |            |  |  |        |        |        |  |
|  |             |              |              | 1         |   |            |            |            |  |  |        |        |        |  |
|  |             |              | 2            | Anchorage | 3 |            |            |            |  |  |        |        |        |  |

## Vincitore
| Campione CBA 1979             |
| ----------------------------- |
| Rochester Zeniths (1º titolo) |

## Statistiche
| Categoria             | Giocatore        | Squadra                    | Stat |
| --------------------- | ---------------- | -------------------------- | ---- |
| Punti per gara        | Ron Davis        | Anchorage Northern Knights | 29,9 |
| Rimbalzi per gara     | Sylvester Cuyler | Rochester Zeniths          | 13,9 |
| Assist per gara       | Andre McCarter   | Rochester Zeniths          | 9,7  |
| Palle rubate per gara | Carl Winfree     | Lancaster Red Roses        | 3,2  |
| Stoppate per gara     | Dean Tolson      | Anchorage Northern Knights | 3,1  |
| FG%                   | Mike Jackson     | Allentown Jets             | 58,6 |
| FT%                   | Stan Pietkiewicz | Anchorage Northern Knights | 90,1 |

## Premi CBA
- CBA Most Valuable Player: Andre McCarter, Rochester Zeniths
- CBA Coach of the Year: Mauro Panaggio, Rochester Zeniths
- CBA Newcomer of the Year: Andre McCarter, Rochester Zeniths
- CBA Rookie of the Year: Billy Ray Bates, Maine Lumberjacks
- CBA Playoff MVP: Larry Fogle e Larry McNeill, Rochester Zeniths
- CBA All-Star Game Most Valuable Player: Andre McCarter, Rochester Zeniths
- All-CBA First Team
  - Andre McCarter, Rochester Zeniths
  - Stan Pietkiewicz, Anchorage Northern Knights
  - Jim Bostic, Jersey Shore Bullets
  - Ron Davis, Anchorage Northern Knights
  - Larry McNeill, Rochester Zeniths
- All-CBA Second Team
  - Greg Jackson, Allentown Jets
  - Billy Ray Bates, Maine Lumberjacks
  - Eddie Mast, Allentown Jets
  - Sylvester Cuyler, Lancaster Red Roses
  - Mike Jackson, Allentown Jets